# دوق البندقية
دوق البندقية (بالبندقية: Doxe de Venexia؛ بالإيطالية: Doge di Venezia—كلاهما مشتقان من اللاتينية dūx، «قائد عسكري») كان كبير الموظفين العموميين وقائد جمهورية البِنِدُقية خلال 1,100 عام (697-1797).
دوقات البندقية كانت أرستقراطية دولة مدينة البندقية تنتخبهم مدى الحياة. عامة كان الرجل المختار كدوق هو أشد شيوخ المدينة بصيرة وذكاء. دوق البندقية لم يكن دوقا بالمعنى المعاصر ولا دوقا وراثيا. لقب «الدوق» كان لقب المسؤول في أعلى المناصب في البندقية وجنوة؛ المدينتان كلاهما كانتا جمهوريتان وانتخبتا دوقات. الدوق في البندقية أشار إليه بألفاظ مثل «مولاي الدوق» (Monsignor el Doxe)، «أكثر أمير سكونا» (Serenissimo Principe)، و «سكونه» (Sua Serenità).

## أصول

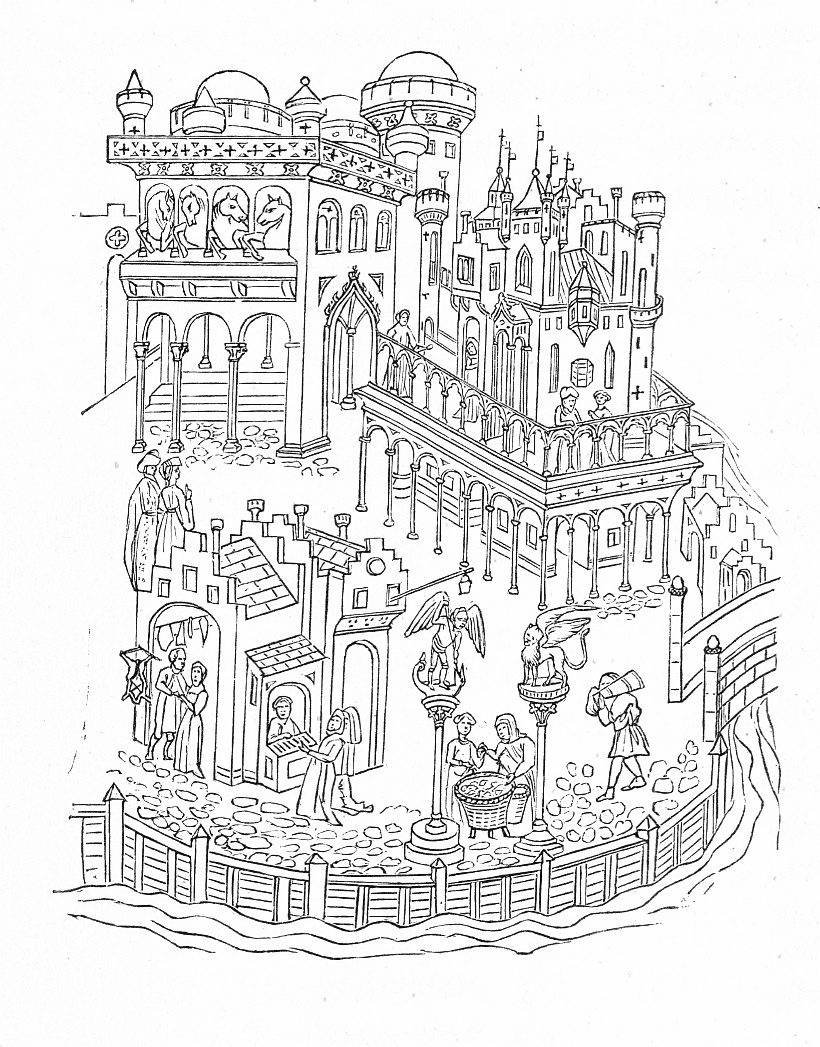
رسم لقصر الدوق، أواخر القرن الرابع عشر

وفق الحكواتي البِنِدُقي جون الشماس، كاتب Chronicon Venetum («أخبار البِنِدُقية») من عام 1000 تقريبا، وضع منصب الدوق في البِنِدُقية للمرة الأولى عام 726، استبدالا للأطربونين الذين قادوا المجموعة من المستوطنات في البحيرة. سواء إذا كان أوائل الدوقات نواب الإمبراطور البيزنطي أم لا، فالدوق، مثل الإمبراطور، احتل منصبه مدى الحياة، ومثله كان يعتبر القائد الكنائسي والمدني والعسكري في هيكل سلطوي أطلق عليه اسم «القيصروبابوية».

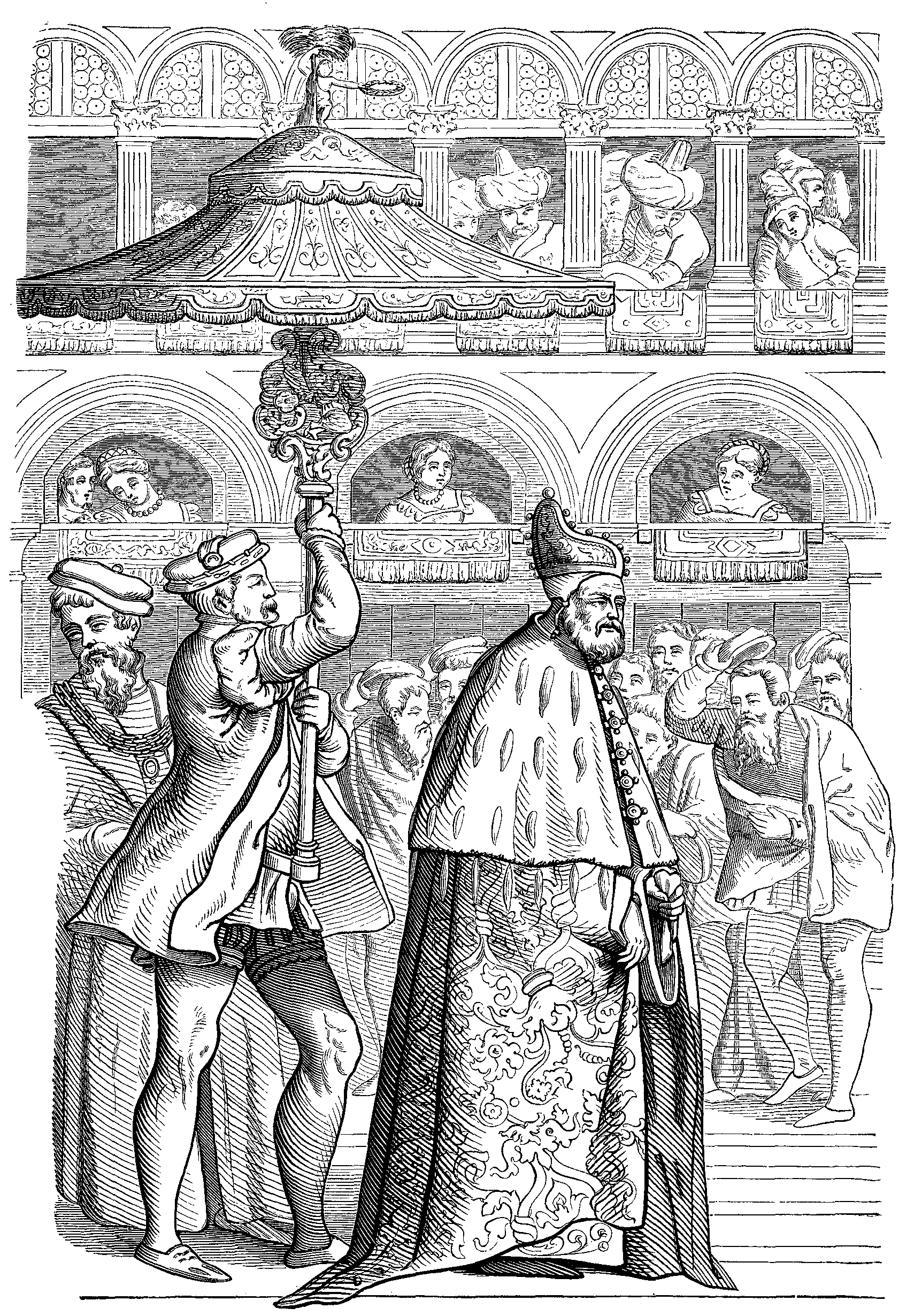
المسيرة العظمى للدوق، القرن السادس عشر
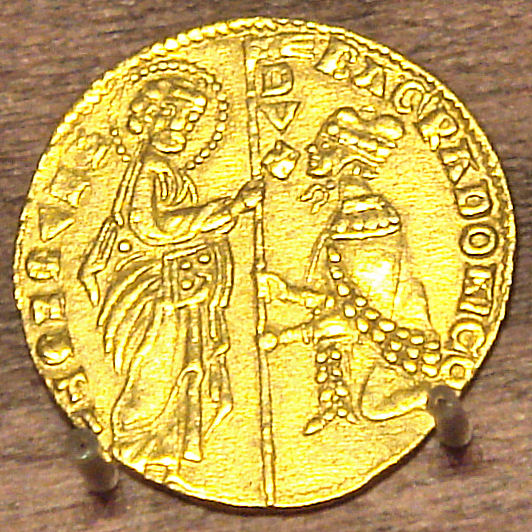
عملة ذهبية لبرطولوميو غرادينيغو (1260-1342): الدوق راكعا أمام القديس مرقس
رجوع البوقنطور إلى المولو يوم عيد الصعود (1730 للفنان جوفاني أنطونيو كانال)
الدوق أندريا غريتي كما يمثله تيتيان